# Hans Wouda
Hans Wouda (Amsterdam, 7 april 1941) is een voormalig Nederlands waterpolospeler.
Wouda nam tweemaal deel aan de Olympische Spelen, in 1968 en 1972. Hij eindigde met het Nederlands team tweemaal op een zevende plaats. Wouda is getrouwd met de voormalige zwemmer Betty Heukels die voor Nederland uitkwam tijdens het zwemmen op de Olympische Spelen van 1964.
Bart Bongers · 
Fred van Dorp · 
Loet Geutjes · 
André Hermsen · 
Wim Hermsen · 
Hans Hoogveld · 
Evert Kroon · 
Ad Moolhuijzen · 
Hans Parrel · 
Nico van der Voet · 
Feike de Vries · 
Hans Wouda
Mart Bras · 
Ton Buunk · 
Wim Hermsen · 
Hans Hoogveld · 
Evert Kroon · 
Hans Parrel · 
Wim van de Schilde · 
Ton Schmidt · 
Gijze Stroboer · 
Jan Evert Veer · 
Hans Wouda